# Sleeperette
Sleeperette è il nome di una serie di carrozze ferroviarie per servizio notturno su lunga distanza, esclusivamente con sedili reclinabili, delle Ferrovie dello Stato Italiane, voluta negli anni ottanta per ammodernare il parco delle carrozze notte, che all'epoca era basato solamente su carrozze letti e cuccette.

## Storia

### La nascita dell'idea
Verso la fine degli anni ottanta, l'allora presidente delle FS, Lodovico Ligato, chiese delle nuove vetture per ammodernare il parco delle carrozze per servizio notturno, che all'epoca era basato esclusivamente su carrozze letti e cuccette. Infatti, le carrozze Sleeperette presentavano un'architettura a salone con divani reclinabili.
Il progetto venne diviso in due fasi: la prima, prevedeva di costruire una prima serie sperimentale, costruendo una ventina di carrozze trasformandone alcune da quelle MDVE, e la seconda, che prevedeva di sviluppare sulla piattaforma UIC Z1 una nuova serie di carrozze, tecnologicamente più avanzate di quelle MDVE.

### Prima serie
Nel 1987 le FS commissionarono alle Officine Ferroviarie Veronesi la costruzione di 20 unità di questo nuovo tipo di carrozze. In quel periodo, le Officine Ferroviarie Veronesi avevano già in carico la costruzione delle carrozze MDVE. Vennero denominate Sleeperette, nome che indica i sedili degli aeroplani. Inizialmente queste carrozze vennero classificate solo come Sleeperette, solo successivamente venne aggiunta la divisione in 1ª e 2ª classe.
La realizzazione venne fatta utilizzando il progetto delle carrozze MDVE e costruendone una versione modificata soltanto negli allestimenti interni. Venne decisa anche la trasformazione di altrettante unità di carrozze MDVE che costituirono la seconda classe, portando così a un totale di 40 Sleeperette di prima serie.
Dopo un iniziale periodo di accantonamento presso diversi impianti, vennero messe in servizio su treni notte con biglietto a prezzi molto alti. Spesso sostituirono le carrozze di 2ª classe, lasciando scontenti molti passeggeri. Venne deciso allora di impiegarle come carrozze per qualsiasi servizio, sia notturno che diurno, e anche se per la loro ridotta velocità massima non poterono essere impiegate sugli InterCity della Milano-Napoli, vennero utilizzate su importanti trasversali quali Milano-Venezia e l'Adriatica. Tuttavia, riscontrarono uno scarso successo data la mancanza di privacy ma soprattutto in relazione al fatto che il biglietto di 1ª classe era ritenuto dai più troppo costoso per un posto a sedere anche se molto comodo. Venne tentata una soluzione che prevedeva il biglietto di seconda classe più un ticket accessorio, ma neanche questa ebbe successo. Accantonate inizialmente, vennero poi ritrasformate in carrozze MDVE. Alla fine degli anni novanta, le carrozze totalmente riconvertite, furono assegnate a Verona e messe in composizione a treni sulle tratte da Brennero, Bologna Centrale e Milano Centrale in composizione a treni interregionali.

### Seconda serie
Nel 1988 le FS indissero una gara per la fornitura di 70 carrozze Sleeperette di seconda serie, basate sulle UIC Z1, con la velocità massima di 200 km/h e atte al servizio internazionale. La gara fu aggiudicata al raggruppamento temporaneo tra le Officine Ferroviarie Veronesi e OMECA.
La progettazione, ad opera delle Officine Ferroviarie Veronesi, partì subito dopo la commessa. Le FS volevano un veicolo con soluzioni di richiamo aeronautico ma successivamente consigliarono, per il design interno, di rivolgersi alla milanese Trussardi, molto famosa nel campo dell'abbigliamento. L'incaricata di questo progetto, da parte di Trussardi, fu Anna Visconti. Per valutare le soluzione adottate nel progetto venne costruito un simulacro in scala reale lungo circa otto metri. Questo simulacro, a differenza delle altre volte, venne costruito in acciaio secondo i disegni costruttivi della cassa. Questa scelta venne presa per verificare la corretta progettazione della carrozza e servì anche per definire la livrea. Nel progetto erano coinvolte anche importanti aziende, che erano state scelte per fornire la varia componentistica della carrozza. Intanto, mentre si lavorava sul simulacro, l'officina delle Officine Ferroviarie Veronesi iniziò a preparare le dime di assemblaggio ed arrivò a completare il primo telaio prototipo.
Tuttavia, dopo le dimissioni forzate di Lodovico Ligato dalle FS, per via dello scandalo delle "lenzuola d'oro", l'amministrazione del commissario straordinario e poi il nuovo presidente, Lorenzo Necci, azzerarono tutte le iniziative di Ligato compresa la commessa per la seconda serie delle Sleeperette. I dirigenti e funzionari delle FS, che periodicamente controllavano l'avanzamento del progetto, scomparvero. Mai venne emanata una nota ufficiale di risoluzione delle commesse, semplicemente la commessa evaporò nel nulla senza spiegazioni. A quei tempi, era d'uso comune iniziare a sviluppare le commesse senza attendete la firma del contratto, che avveniva molti mesi dopo, per guadagnare tempo sulle consegne. Questo però danneggiò le Officine Ferroviarie Veronesi che si erano esposte economicamente al progetto, infatti le stesse negli anni successivi caddero in una profonda crisi. Inoltre, tutto il materiale tecnico prodotto durante il periodo di progettazione fu cestinato durante un riordino dell'archivio delle Officine Ferroviarie Veronesi.

## Caratteristiche

### Prima serie
Queste carrozze avevano da 55 posti di 1ª classe ed erano specializzate per il servizio notturno su lunghe distanze, con comodi sedili reclinabili, ad azionamento manuale assistito da molle a gas. Le carrozze di 2ª classe avevano invece 66 posti, con i soliti sedili reclinabili. Ambedue le carrozze erano a salone unico.
Gli interni sono stati disegnati dall'architetto Enzo Guarnacci. Per realizzare i sedili reclinabili vennero utilizzate le imbottiture modificate delle carrozze Gran Confort a salone. La reclinabilità degli schienali arriva a 45o, a differenza dei sedili tradizionali che raggiungevano i 22-25o. Le prime dieci vetture di nuova costruzione furono dotate di divani orientati in entrambi i sensi di marcia. Le altre nove carrozze di nuova costruzione ebbero divani orientati solo in un senso, e anche quelle MDVE gli ebbero orientati in un solo senso, però opposto a quello delle carrozze di nuova costruzione. Infine, l'ultima carrozza di nuova costruzione fu dotata di un impianto sperimentale di climatizzazione Westinghouse e la sua ultima assegnazione è stata l'O.M.V. di Verona. Il sistema di illuminazione era particolarmente complesso, infatti oltre alle normali luci vennero installate anche luci notturne e luci individuali di lettura, poste sotto alla bagagliera. Per ultima cosa, erano presenti due lavabi che negli anni di costruzione erano ritenuti indispensabili per permettere ai passeggeri la toilette mattutina.
L'unico vero problema di queste carrozze è stato il fatto che erano vetture molto rumorose e non adatte a servizi notturni e sulla lunga distanza. Infatti, furono fatti grandi sforzi per ridurre il rumore interno da circa 80 dB a 60-65 dB, dati ottenuti con corse prova alla velocità di 200 km/h, anche se queste vetture erano omologate per raggiungere fino a un massimo di 160 km/h.

### Seconda serie
Il numero e il posizionamento dei sedili restò invariato rispetto a quello delle Sleeperette di prima serie.
Queste carrozze presentavano caratteristiche inedite:
- I finestrini originali erano stati sostituiti con oblò più piccoli ma in corrispondenza di ogni fila di sedili, diventando così 19 per fiancata;
- Le bagagliere erano chiuse con degli sportelli, come sugli aerei, e lo studio di questa soluzione fu molto complicato perché bisognava renderli accessibili da persone di qualsiasi altezza ma dovevano essere sicuri se lasciati aperti;
- I sedili potevano essere ruotati, grazie a un movimento servoassistito, da 22o a 47o sulla verticale;
- Erano presenti un tavolino estraibile, un posacenere e un portariviste.

Inoltre venne raffinato il sistema di distribuzione dell'aria condizionata, che ottenne ben 36 diffusori. Le luci principali erano poste sopra i finestrini e le luci di lettura erano installate sotto alla bagagliera, questo schema fu lo stesso che poi venne adottato sull'ETR 500. Le tendine erano motorizzate e costituite da uno speciale tessuto di origine militare in fibra di carbonio, ignifugo ed oscurante. Per gli altri aspetti la vettura rispecchiava le sorelle UIC Z1: i carrelli previsti erano i FIAT F79-2 con smorzatori antiserpeggio, gli organi di trazione e repulsione erano quelli tradizionali, il freno era su due dischi per asse, le porte erano pneumatiche a espulsione e scorrimento, le toilette erano standard in vetroresina e erano presenti due lavabi. Inizialmente non erano previsti posti per passeggeri a mobilità ridotta (PMR) ma se ne stava abbozzando l'idea.
La tara prevista era di 44 t.